# Liga Albanesa de Basquetebol (segunda divisão)
A segunda divisão da Liga Albanesa de Basquetebol (em albanês:  Liga e pare, em português:  Primeira Liga) organizada pela Federação Albanesa de Basquetebol (em albanês:  Federata Shqiptare e Basketbollit) é o escalão inferior do basquetebol masculino na Albânia. Atualmente conta com cinco equipes e o campeão da liga tem classificação direta para a Superliga.

## Clubes
| Clube            | Localização |
| ---------------- | ----------- |
| Apolonia Fier    | Fier        |
| KF Elbasani      | Elbasani    |
| Partizani        | Tirana      |
| Skënderbeu Korçë | Korçë       |
| Tirana Eagles    | Tirana      |

## Galeria de Campeões
| Temporada | Campeão                  | Finalista                |
| --------- | ------------------------ | ------------------------ |
| 2002-03   | Skënderbeu Korçë         | Partizani                |
| 2003-04   | Partizani                | Tirana Eagles            |
| 2004-05   | Flamarturi Vlore         | Teuta Durres             |
| 2005-06   | Apolonia Fier            | Skënderbeu Korçë         |
| 2006-07   | Sem dados                | Sem dados                |
| 2007-08   | Sem dados                | Sem dados                |
| 2008-09   | Sem dados                | Sem dados                |
| 2009-10   | Sem dados                | Sem dados                |
| 2010-11   | Sem dados                | Sem dados                |
| 2011-12   | Sem dados                | Sem dados                |
| 2012-13   | Sem dados                | Sem dados                |
| 2013-14   | Flamarturi Vlore         | Partizani                |
| 2014-15   | Teuta Durres             | UAT                      |
| 2015-16   | Ardhmeria Basket         | Superior                 |
| 2016-17   | Partizani                | Tirana Eagles            |
| 2017-18   | Goga                     | Flamarturi Vlore         |
| 2018-19   | Tirana Eagles            | Invaders                 |
| 2019-20   | Liga suspensa - COVID-19 | Liga suspensa - COVID-19 |
| 2020-21   | Kamza                    | Dinamo Tirana            |
| 2021-22   | Apolonia Fier            | KF Besëlidhja Lezhë      |
| 2022-23   | Flamurtari               | Partizani                |
| 2023-24   | A liga não foi disputada | A liga não foi disputada |
| 2024-25   | KF Elbasani              | Partizani                |

## Artigos Relacionados
- Superliga Albanesa
- Seleção Albanesa de Basquetebol

## Ligações Externas
- Sítio da Federação Albanesa de Basquetebol
- Página da liga no eurobasket.com